# Wolfgang Bernhardt (Jurist, 1935)
Wolfgang Bernhardt (* 6. Dezember 1935 in Hanau; † 18. November 2024 in Baden-Baden) war ein deutscher Manager, Unternehmensberater und Hochschullehrer.

## Werdegang
Bernhardt studierte Rechts- und Staatswissenschaften in Freiburg im Breisgau und wurde dort promoviert. Nach dem zweiten juristischen Staatsexamen arbeitete er zunächst als Rechtsanwalt. Später bekleidete er führende Positionen in Industrieunternehmen, so als Generalbevollmächtigter der Friedrich Flick KG und als stellvertretender Vorsitzender des Vorstands Korf-Stahl AG. Seit 1983 war er selbständig als Berater für Banken und Industrieunternehmen – vielfach Familiengesellschaften – tätig. Daneben übernahm er von Zeit zu Zeit Neuordnungs- und Privatisierungsaufgaben, so z. B. für die Treuhandanstalt. Von 2003 bis 2005 war er Vorsitzender der Geschäftsführung der Frankfurter Allgemeine Zeitung GmbH. Am 1. Januar 2006 wurde er Vorsitzender des Aufsichtsrats der Frankfurter Allgemeine Zeitung GmbH und Vorsitzender des Kuratoriums der FAZIT-Stiftung. Für Bernhardt galt die persönliche Sonderregelung, dass er erst nach Vollendung des 78. Lebensjahres aus dem Gesellschafterkreis der FAZIT-Stiftung ausscheiden musste, während für alle anderen ein Höchstalter von 75 gilt. 2012 schied er aus dem Aufsichtsrat der FAZ aus.
Seit dem Wintersemester 1993/94 hatte Bernhardt einen Lehrauftrag an der wirtschaftswissenschaftlichen Fakultät der Universität Leipzig und wurde dort 1997 zum Honorarprofessor für Unternehmensführung ernannt.
Von 2001 bis 2008 war Bernhardt Mitglied des internationalen Revisorenkollegiums bei der Präfektur für die wirtschaftlichen Angelegenheiten des Heiligen Stuhls in Rom. 2017 erhielt er ein Ehrendoktorat der Albert-Ludwigs-Universität Freiburg.
Bernhardt war Mitglied der katholischen Studentenverbindungen K.St.V. Brisgovia Freiburg und K.St.V. Frankonia-Straßburg zu Frankfurt am Main im KV.
Bernhardt starb wenige Wochen vor seinem 89. Geburtstag und ein Jahr nach dem Tod seiner Frau Helga in Baden-Baden.